# Абу Нумай II
Мухаммад Абу Нумай II (араб. محمد أبو نمي الثاني بن بركات بن محمد; нар. 1506 — 1584) — 36-й шаріф й емір Мекки у 1525—1566 роках. За свою релігійність отримав прізвисько Назім ад-Дін.

## Життєпис
Походив з гілки правлячої династії Хасанідів — бану-катада. Син шаріфа Бараката II. Народився 1506 року в Мецці. 1512 року після смерті стрийка Кайтбея отримав призначення співеміра. 1517 року очолив посольство до османського султана Селіма I, що захопив Єгипет. Від нього отримав підтвердження статус свого та батькового, після чого повернувся до Мекки. Після смерті брата Алі став єдиним співеміром. 1525 року після смерті Бараката II став одноосібним правителем. 1526 року вимушен був залагоджувати конфлікт між бедуїнами та османськими вояками, що прибули з флотом Салман-реїса. Заворушення охопили від Джидди та Мекки. Цими подіями намагалися скористатися 2 стрийки, але шаріф швидко придушив заколот. За посередництва шейха Джафара аль-Магрібі вдалося замиритися. Також вдалося залагодити відносини з Салман-реїсом, який закріпив владу султана в Джидді.
Невдовзі Абу Нумай II стикнувся з реформами османського султана Сулеймана I, який закріпив шаріфа як правителя Хіджазу, але фактично обмежив його можливості, надавши військову вагу паші Джидди, а також впровадив посади шейх аль-харама аль-Маккі, що був посередником між валі та шаріфом, шейха аль-харам аль-Мадані — фактичного правителя Медіни. Також кандидатури каді Медіни та Мекки стали узгоджуватися з султаном. В результаті автономія Абу Нумая II стала доволі обмеженою. Натомість отримав від султана право на половину митних зборів з порту Джидди. На ці гроші активно розбудовував Мекку. За час його панування зведено численні медресе, богадільні, паломницькі хани, суди, водні канали між навколишніми пагорбами з численними джерелами та Меккою.
У 1537—1538 роках внаслідок військової кампанії підкорив область Джизан. Але 1539 року Хадим Сулейман-паша, що повертався з Ємену, змусив шаріфа відмовитися від Джизана на користь Османської імперії (приєднано до Єменського еялету). 1540 року домігся призначення сина Ахмеда своїм співправителем. 1541 року допомагав османській залогі Джидди відбити португальський напад на Джидду.
1550 року аль-хадж аль-амір (голова каравану прочан) Махмуд-паша намагався в Мецці повалити Абу Нумайя II, що викликало збройні заворушення. Шаріф зумів зберегти владу. 1554 року після смерті останнього подібний статус отримав інший син Хасан. 1557 року після утворення Абісинського еялету позиції османських чиновників в Хіджазі посилися, що спричинило напругу між ними та шаріфом. 1566 року Абу Нумай II отримав дозвіл зректися влади на користь сина Хасана. Залишився в статусі радника, також займався релігійними питаннями, розвивав мусульманське богослов'я. Помер 1584 року в Ваді аль-Абарі, на південь від Мекки.